# Dżumblatt
Dżumblatt, Jumblatt, Joumblatt (arab. ‏فؤاد جنبلاط‎; pierwotnie Janboulad – „serce z żelaza”) – wpływowa, druzyjska rodzina libańska, pochodzenia kurdyjskiego. Dżumblattowie przybyli do Libanu z Syrii na przełomie XVI i XVII wieku. Rodowa siedziba znajduje się w Mukhtarze, w Górach Szuf.

## Przedstawiciele
- Dżanbulad al Kirdi al Ajjubi, Ibn Arabi – gubernator Maarat Naaman;
- Dżanbulad Ibn Kassem al Kirdi al Kaisari, Ibn Arabou (1530–1580) – gubernator Aleppo;
- Ali Bacha Ibn Ahmad Dżanbulad (zm. w 1611) – gubernator Bekaa Azizi, Kalas, Aintab, Maarat, Adany i Anwa, sojusznik Fachr ad-Dina II;
- Beszir Dżumblatt (zm. w 1825) – rywal Beszira II Szihaba;
- Saïd Dżumblatt (zm. w 1861) – przywódca druzów z Szuf;
- Fouad Dżumblatt (zm. w 1921) – polityk libański;
- Kamal Dżumblatt (1917–1977) – polityk libański, założyciel Socjalistycznej Partii Postępu, przywódca Libańskiego Ruchu Narodowego;
- Walid Dżumblatt (ur. w 1949) – polityk libański, przywódca Socjalistycznej Partii Postępu.